# Toxey
Toxey è un comune degli Stati Uniti d'America situato nella contea di Choctaw dello Stato dell'Alabama.